# Нортвил (округ Фултон, Њујорк)
Нортвил (енгл. Northville, Fulton County) град је у америчкој савезној држави Њујорк.

## Демографија
По попису из 2010. године број становника је 1.099, што је 40 (-3,5%) становника мање него 2000. године.
| Група             | 2000.         | 2010.         |
| Белци             | 1.107 (97,2%) | 1.051 (95,6%) |
| Афроамериканци    | 5 (0,4%)      | 7 (0,6%)      |
| Азијати           | 8 (0,7%)      | 7 (0,6%)      |
| Хиспаноамериканци | 16 (1,4%)     | 21 (1,9%)     |
| Укупно            | 1.139         | 1.099         |